# Copa Campeón de Campeones de Costa Rica 1976
La edición de la Copa Campeón de Campeones 1976 del fútbol de Costa Rica, enfrentó al Deportivo Saprissa ganador del campeonato de 1975 contra Limón F.C. ganador de la pentagonal por el no descenso del campeonato 1975, en un único partido con un marcador 2-0 a favor del Saprissa (logrando su segunda copa de campeón de campeones y la séptima copa nacional en la historia), los dos goles fueron obra de Carlos Solano y el técnico campeón fue Marvin Rodríguez.

## Final
| 5 de marzo de 1976 | Saprissa        | 2:0 (1:0) | Limonense | Estadio Nacional, San José    |                               |
|                    | Solano 13', 63' |           |           | Árbitro(s): Carlos Luis Monge | Árbitro(s): Carlos Luis Monge |

|                            |
|                            |
| Campeón Deportivo Saprissa |
| 1er. título                |

| Predecesor: - | Copa Campeón de Campeones 1976 | Sucesor: Copa Campeón de Campeones 1979 |